# Zoe Ventoura
 (décembre 2016).
Si vous disposez d'ouvrages ou d'articles de référence ou si vous connaissez des sites web de qualité traitant du thème abordé ici, merci de compléter l'article en donnant les références utiles à sa vérifiabilité et en les liant à la section « Notes et références ».
Zoe Ventoura est une actrice australienne. Elle a joué Melissa Rafter dans Packed to the Rafters de 2008 à 2010. La mort du personnage a valu à Ventoura une nomination pour le prix Logie de l'actrice la plus populaire en 2011. Cette même année, elle a joué aux côtés de l'acteur Daniel MacPherson, qu'elle a épousé plus tard, dans Wild Boys. D'autres rôles incluent Miki Mavros dans la série comique télévisée  Hyde and Seek. En 2016, elle a joué le rôle du Sergent Cognit dans le film  Osiris, la 9ème planète. Elle a rejoint le casting récurrent de Home and Away en tant qu'Alex Neilson en 2019.

## Biographie
Elle étudie au Penrhos College à Perth en Australie occidentale.

## Carrière
Zoe a interprété Melissa Rafter (née Bannon) dans Packed to the Rafters. Sa mort choc à l'écran a été l'épisode le plus apprécié de la série extrêmement populaire et lui a valu une nomination pour le prix Logie de l'actrice la plus populaire en 2011. Cette même année, Ventoura a joué aux côtés de l'acteur Daniel MacPherson dans le drame colonial Wild Boys de Seven Network.
Elle est également connue pour avoir joué le rôle de Miki Mavros dans la série comique télévisée Kick de SBS, pour laquelle elle a remporté deux nominations aux Logie. Elle a également joué un certain nombre de rôles au théâtre, au cinéma et dans d'autres séries télévisées telles que Last Man Standing, les longs métrages américains Drive Hard, Fatal Honeymoon et le film d'horreur See No Evil. Elle est apparue dans la superproduction Pirates of the Caribbean: Dead Men Tell No Tales et The Osiris Child: Science Fiction Volume One du réalisateur Shane Abbess. En 2016, Zoe a joué aux côtés de Matt Nable dans le rôle de Sonya Hyde dans le thriller australien Hyde and Seek pour Channel 9.
Zoe a rejoint le casting du feuilleton télévisé Home and Away dans le rôle d'Alex Neilson en avril 2019 lors de la trente-deuxième saison de l'émission. Elle a fait sa première apparition à l'écran le 22 août 2019.
En septembre 2020, il a été annoncé que Zoe avait rejoint le casting de la série dramatique Doctor Doctor de Nine Network pour sa cinquième saison, diffusée en 2021.

## Filmographie

### Cinéma
- 2006 : See No Evil
- 2009 : An Unfinished Romance
- 2010 : Stay Awake
- 2014 : Drive Hard de Brian Trenchard-Smith :  Agent Walker
- 2016 : Osiris, la 9ème planète (Science Fiction Volume One: The Osiris Child) de Shane Abbess : Sergent Kognit
- 2017 : You Can't Play the Game If You Don't Know the Rules
- 2017 : Pirates des Caraïbes : La Vengeance de Salazar de Joachim Rønning et Espen Sandberg : Frances, la femme du maire
- 2019 : More beautyful for having been broken

### Télévision
- 2024 : Bandits, bandits : Cassandra